# ニルス・トーバルズ
ニルス・オーレ・ヒルマー・トーバルズ (スウェーデン語: Nils Ole Hilmer Torvalds、1945年8月7日 - ) は、フィンランドの政治家・欧州議会議員である。欧州自由民主同盟に参加しているスウェーデン人民党の党員である。
スウェーデン系フィンランド人で、父は詩人のオーレ・トーバルズ、息子はLinuxカーネルの作者として有名なリーナス・トーバルズである。

## 経歴
1969年から1982年までフィンランド共産党の党員だった。モスクワで経済学を専攻し、タイストイストの雑誌Arbetartidningen Enhetの編集者だった。彼は後に、彼の共産主義は「反乱」であったとしている。1995年から2004年にかけて、モスクワとワシントンで、フィンランド国営放送の外国特派員として働いた。
2006年、スウェーデン人民党の党員となり、2007年には第3副議長に選出された。このことは彼の過去の経歴から党の支持者を混乱させた。2008年、ヘルシンキ市議会議員に選出され、2009年から2012年にかけて市議を務めた。
2009年、彼はスウェーデン人民党の選挙の結果、欧州議会議員選挙の候補者となったが、選挙では14,044票で落選した。2012年7月5日、カール・ハグルンドがカタイネン内閣の国防大臣に就任することに伴い、欧州議会議員に就任した。2014年の欧州議会議員選挙では、約29,000票で当選した。欧州議会議員としては漁業委員会 (PECH) の副議長と、司法および内政に関する委員会 (LIBE) の委員を務めた。循環型社会に関するラポルトゥールとしても活動している。
2017年6月11日、スウェーデン人民党は彼を2018年の大統領選挙の候補者に選出した。公約は教育・技術・環境であった。この選挙でフィンランドのNATO加盟を支持したのは彼だけである。得票率は1.5%で、全候補者の中で最下位であった。この選挙では現職のサウリ・ニーニストが再選された。
スウェーデン語・フィンランド語・英語・ドイツ語・ロシア語が堪能であり、オランダ語・デンマーク語・イタリア語・ノルウェー語を理解することができる。

## Linuxカーネルについて
Linuxカーネルの作者であるリーナス・トーバルズは、2013年9月18日のLinuxConの基調講演で、SELinuxの開発者であるNSAがLinuxカーネルにバックドアを望んでいると冗談を言った。しかし、リーナスの父であるニルスは、NSAが実際にLinuxカーネルへバックドアを追加することを求めていたことを明らかにした。
When my oldest son [Linus Torvalds] was asked the same question: “Has he been approached by the NSA about backdoors?” he said “No”, but at the same time he nodded. Then he was sort of in the legal free. He had given the right answer, [but] everybody understood that the NSA had approached him.—ニルス・トーバルズ、2013年11月11日 LIBE Committee Inquiry on Electronic Mass Surveillance of EU Citizens 第11回審問

## 著書
- Ollus, Simon-Erik; Torvalds, Nils (2005). Kaupasta kumppanuuteen : Suomen Venäjä-talousstrategia. ヘルシンキ: Sitra. ISBN 951-37-4519-8
- Torvalds, Nils (2008). Muodonmuutoksia : Venäjän pitkä vuosisata 1900-2008. ヘルシンキ: Sitra. ISBN 978-951-563-635-5